# Leutersdorf (Szászország)
Leutersdorf település Németországban, azon belül Szászország tartományban. Lakosainak száma 3352 fő (2023. december 31.). Leutersdorf Varnsdorf, Seifhennersdorf és Ebersbach-Neugersdorf községekkel határos.

## Népesség
A település népességének változása:
| Lakosok száma | 3538 | 3485 | 3461 | 3450 | 3352 |
|               | 2017 | 2019 | 2021 | 2022 | 2023 |